# Orcinus orca tipo D
La orca tipo D u orca subantártica es una población particular del género Orcinus de la cual aún no se ha podido definir su real posición taxonómica, especulándose que la misma podría decantarse por considerarla una especie distinta de la orca común (Orcinus orca) o una subespecie de esta última. Sus rasgos morfológicos y cromáticos difieren claramente de los de otras poblaciones de orcas.
Este cetáceo odontoceto perteneciente a la familia de los delfínidos habitaría en los mares circumantárticos.

## Historia y distribución geográfica

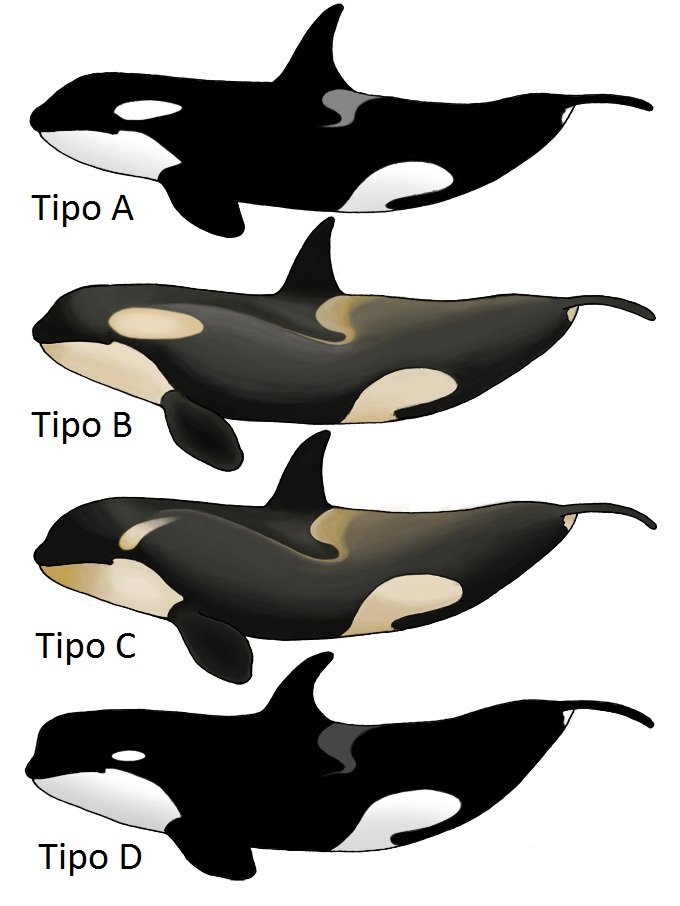
Tipos de orca identificados en el Hemisferio sur (el D es el inferior).

El primer registro documentado sobre la existencia de orcas del morfotipo D se produjo al examinar fotografías del varamiento de una manada de 17 ejemplares ocurrido en Paraparaumu, Nueva Zelanda en mayo de 1955. Posteriormente, nueva información se fue sumando a partir de avistamientos en el año 2004 en las islas Crozet, lo que permitió demostrar que las varadas en 1955 no pertenecían a una manada aberrante de orca común sino que constituían un cetáceo desconocido.
En el año 2007, el tipo D fue descrito por T. A. Jefferson, M. A. Webber y Robert L. Pitman, sumándose así a la descripción de los otros 3 tipos antárticos (A, B y C) efectuada por R. Pitman y P. Ensor en el año 2003.
Las observación del tipo D, efectuadas por pescadores y turistas, también se produjeron en las islas Georgias del Sur, en las islas Crozet, en la isla Campbell, en el Atlántico sudoriental y en el pasaje de Drake, lo que lleva a pensar que se distribuye en las porciones australes de los océanos Atlántico, Índico y Pacífico, por lo menos entre las latitudes de 40°55’S por el norte y 60°10’S por el sur, aunque parece que evitan las aguas más frías de la Antártida, manteniéndose en latitudes subantárticas.

### La expedición de enero de 2019
En enero de 2019, Bob Pitman, investigador del Centro Científico de Pesquerías del Sudoeste de la National Oceanic and Atmospheric Administration (NOAA), realizó una expedición desde Ushuaia en un motovelero hacia las aguas del pasaje de Drake al sur del cabo de Hornos, específicamente en las proximidades de las chilenas islas Diego Ramírez —zona donde se habían comunicado incidentes entre barcos pesqueros y orcas comunes y del tipo D—, con el objetivo de tener un encuentro con alguna manada de estas últimas y conocer su identidad genética. Lo acompañó un equipo multinacional de expertos en cetáceos, integrado por: Lisa Ballance (de Estados Unidos), John Totterdell y Rebecca Wellard (de Australia, esta última es una experta en comunicación acústica de orcas), Jared Towers (de Canadá) y Mariano Sironi (Director Científico del Instituto de Conservación de Ballenas de la Argentina e investigador asociado del Centro de Conservación Cetacea de Chile). Finalmente, lograron contactar con un grupo de unas 30 orcas del tipo D, a las que pudieron filmar, fotografiar y estudiar en detalle durante 3 horas, incluso lograron la colección de 3 muestras de piel (con un dardo y una ballesta) que permitirán reconstruir filogenéticamente las relaciones de este cetáceo respecto a las orcas comunes.

## Relaciones filogenéticas y características
Este cetáceo es uno de los cinco morfotipos de orcas que se han descrito en las aguas que circundan a la Antártida, los cuales habitan en simpatría, pero difieren en su morfología, comportamiento y preferencias de presas. De los cuatro tipos de orcas antárticas, el D es el más diferente.
Desde el año 2008 se vienen realizando estudios de ADN mitocondrial para intentar desentrañar la ubicación taxonómica de este tipo de orcas.
Entre sus características distintivas destacan la forma voluminosa de la cabeza (más robusta y bulbosa), la reducida superficie que posee el parche blanco detrás de los ojos, la montura gris claramente más moderada y la falta de una capa dorsal visible. La aleta dorsal en el macho también es diferente, al ser menos triangular y más alta, angosta, curva y con el extremo más agudo.

## Hábitos
los especímenes de este tipo de orcas recorren los mares en manadas grandes, integradas por entre 9 y 35 ejemplares (con un promedio de 17,6). Si bien se ignora los componentes y porcentuales de la dieta de la orca tipo D, se cree que se alimenta preponderantemente de peces y calamares de las pesquerías del sur de la Argentina y Chile, habiéndose fotografiado grupos rondando buques palangreros, documentándose predación sobre bacalao austral (Dissostichus eleginoides). Cuando una manada de orcas comunes ronda un buque, las del tipo D no lo hacen.